# عصر هلنیستی
عصر هِلِنیستی، تمدن هِلِنیستی یا دوره یونانی‌مَآبی، به دوره‌ای از تاریخ باستان اشاره دارد که در آن، فرهنگ و تمدن یونانی پس از فتوحات آلِکساندرُس مقدونی، در سرزمین‌های گسترده‌ای از مدیترانه تا آسیای مرکزی و هند گسترش یافت. این دوره از مرگ آلِکساندرُس در سال ۳۲۳ پیش از میلاد آغاز شد، و تا تسلط روم بر آخرین قلمروهای یونانی در اواخر قرن اول پیش از میلاد ادامه یافت. ویژگی اصلی این دوره ترکیب عناصر فرهنگی یونانی با فرهنگ‌های محلی در مناطق مختلف بود، که به ایجاد تمدنی تلفیق‌گرا منجر شد.
در این دوره زبان یونانی به عنوان زبان مشترک در مناطق تحت نفوذ یونانیان مورد استفاده قرار گرفت، و آثار ادبی و فلسفی بسیاری به این زبان نوشته شد. مراکز علمی و فرهنگی مهمی مانند اسکندریه در مصر و اَنطاکیه در سوریه به وجود آمدند، که در آنها دانشمندان و فیلسوفان به تحقیق و تدریس می‌پرداختند. کتابخانه اسکندریه یکی از مهمترین نهادهای علمی این دوره بود، که ده‌ها هزار طومار پاپیروسی و کتاب را در خود جای داده بود.

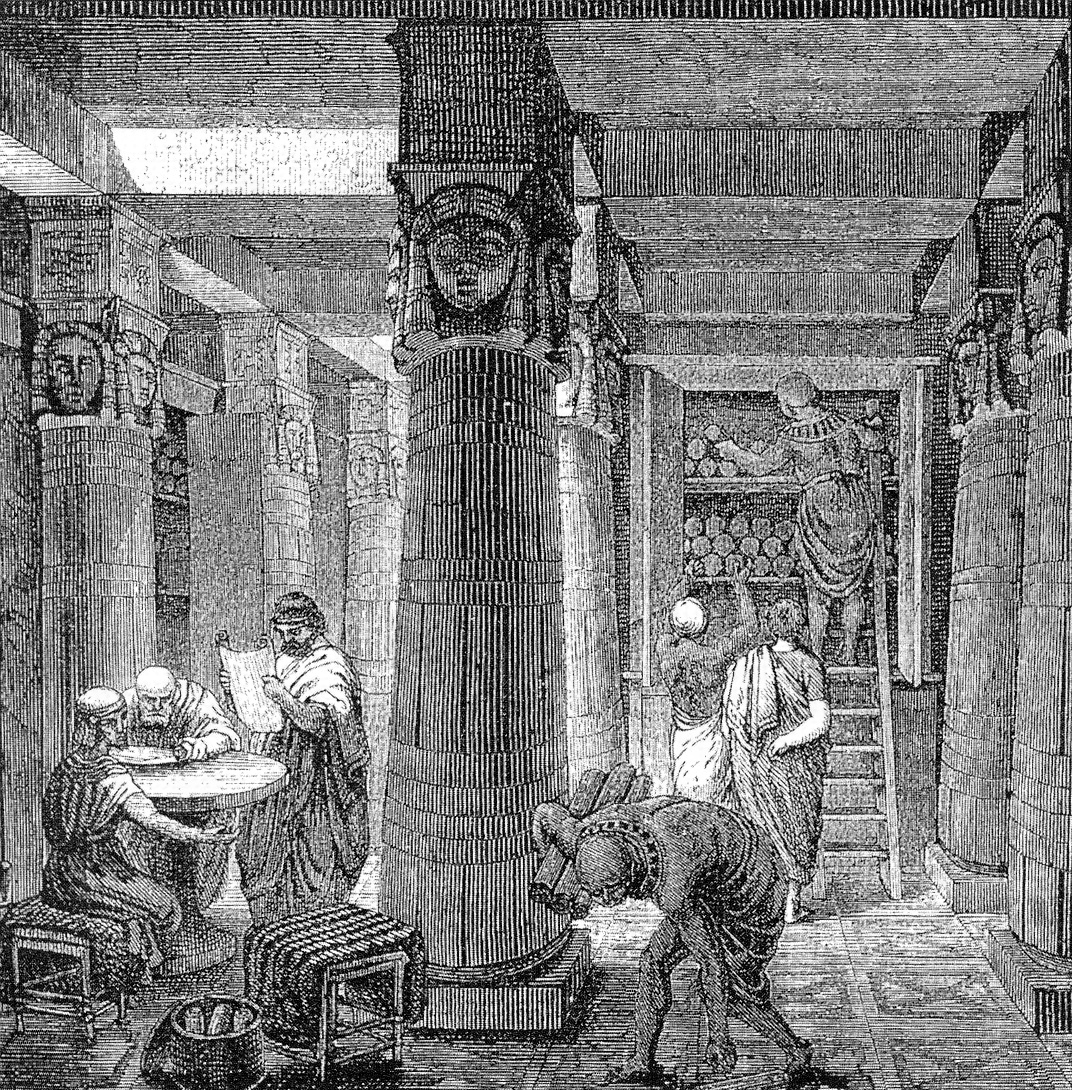
نقاشی‌ای خیالی از قسمتی از کتابخانه اسکندریه، اثر اُ. وان کاروِن، مربوط به قرن ۱۹ م

هنر یونانی‌مآبانه ویژگی های خاصی داشت که آن را از هنر کلاسیک یونان متمایز می کرد. در معماری، بناها عظیم و پُرزَرق و برق ساخته می شدند، و در مجسمه سازی، تأکید بر واقع‌گرایی و نمایش احساسات بود. هنرمندان این دوره به خلق آثاری با جزئیات دقیق و حالات انسانی پرداختند که نمونه بارز آن مجسمه لائُکُئون است.

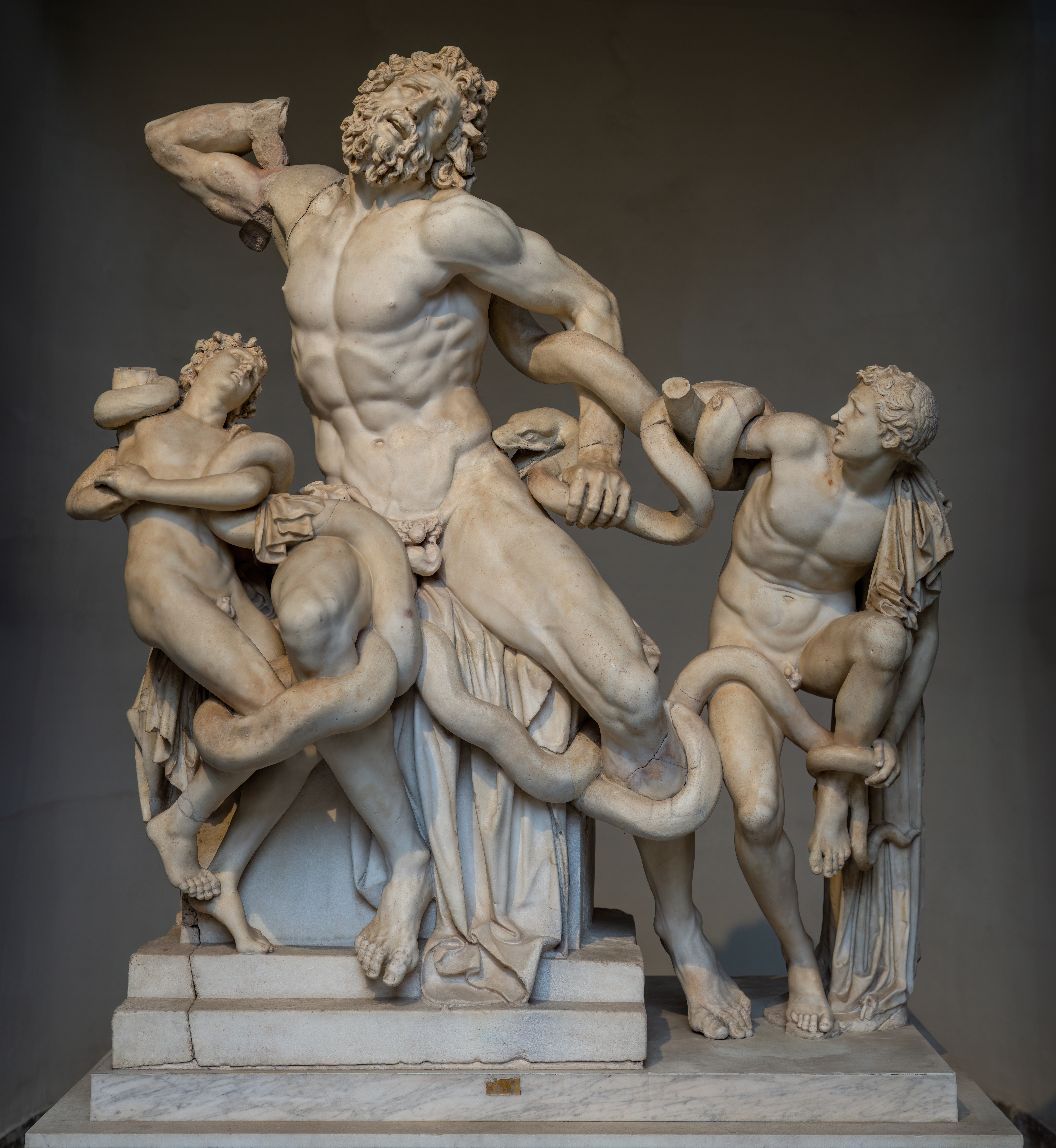
مجسمه لائُکُئون و پسرانش، از آثار برجسته دوره یونانی‌مَآبی، مربوط به حدود قرن ۱ ق.م

در زمینه فلسفه مکاتب جدیدی مانند رواقی‌گری و لذت‌گرایی ظهور کردند که به مسائل اخلاقی و راه‌های رسیدن به آرامش درونی می‌پرداختند. دانشمندان این دوره در رشته‌های مختلف از جمله ریاضیات، نجوم و پزشکی پیشرفت‌های قابل توجهی داشتند. یوکلِیدیس پایه‌های هندسه را تدوین کرد، و آرخیمِیدیس اصول آب‌ایستایی را کشف نمود.

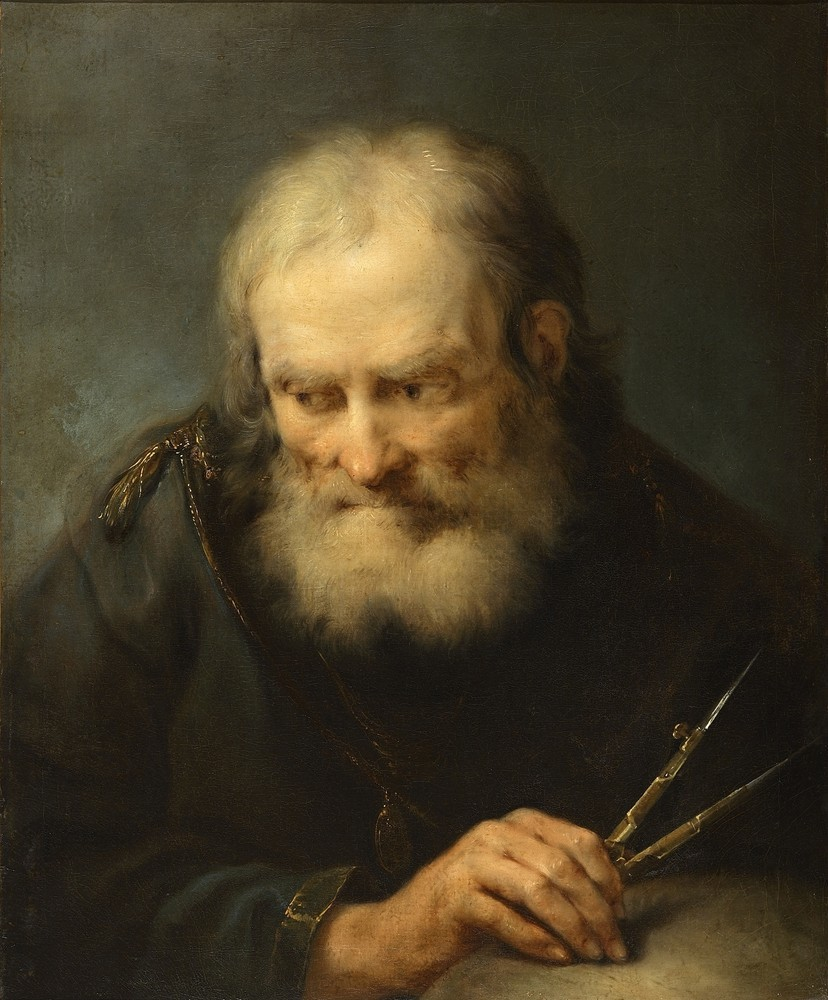
نقاشی خیالی از آرخیمِیدیس، اثر جُزِپِه نُگاری، مربوط به قرن ۱۸ م

از نظر سیاسی این دوره شاهد ظهور دولت‌های مختلفی بود که توسط سرداران آلِکساندرُس تشکیل شده بودند. این دولت‌ها که مدام با یکدیگر در حال رقابت بودند، به تدریج قدرتشان کاهش یافت، و در نهایت زیر سلطه روم قرار گرفتند.

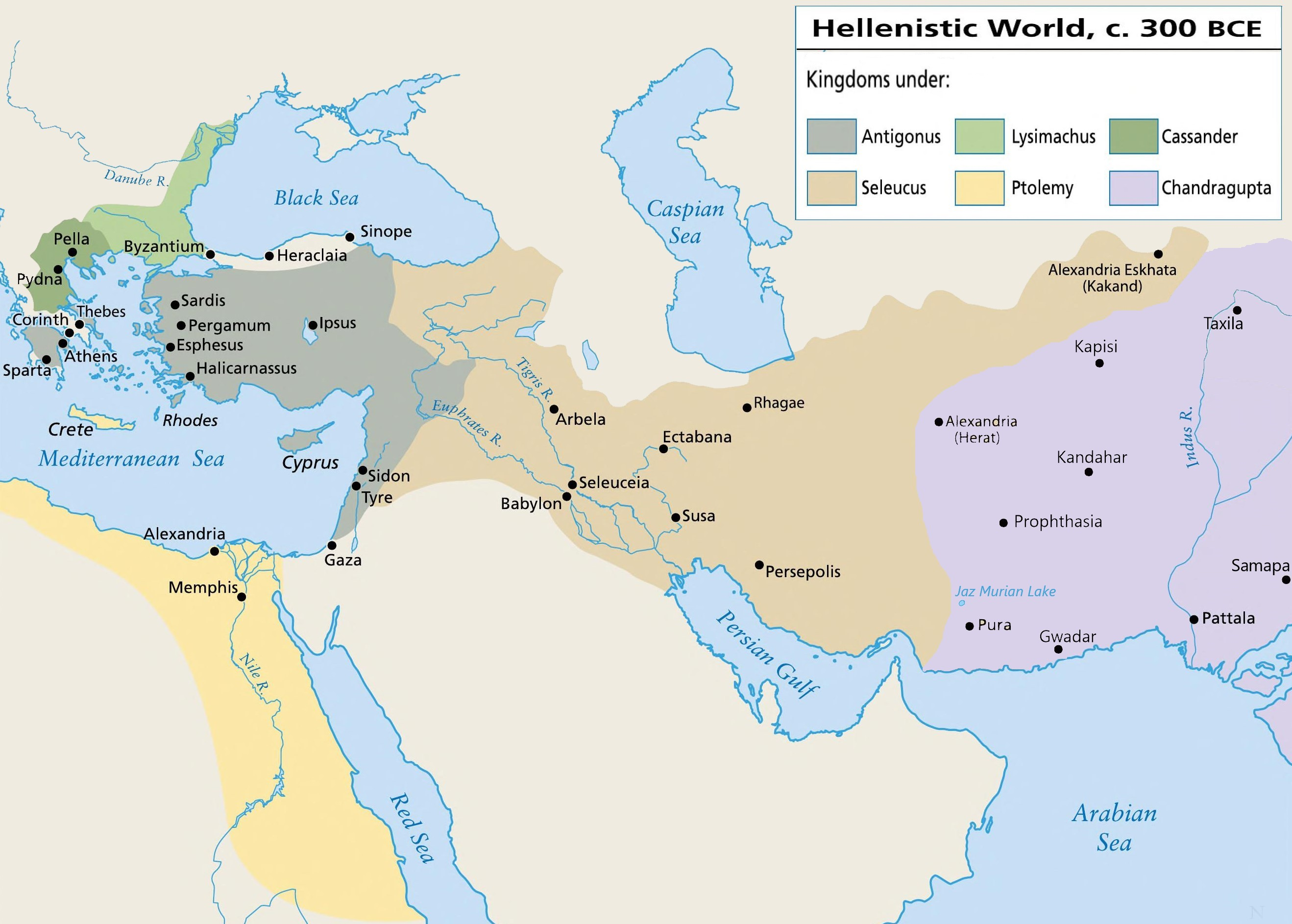
نقشه محدوده کلی جهان یونانی‌مآب در حدود ۳۰۰ ق.م

دین در این دوره دستخوش تغییرات زیادی شد. خدایان یونانی با خدایان محلی در مناطق مختلف ترکیب شدند، و پرستش حاکمان به عنوان خدا در برخی مناطق رواج یافت. از طرفی مکاتب عرفانی و اعتقاد به زندگی پس از مرگ گسترش پیدا کرد، که بعدها بر ادیان بزرگ جهانی تأثیر گذاشت.
اقتصاد در دوره یونانی‌مآبی بر پایه تجارت بین مناطق مختلف استوار بود. شهرهای بزرگ به مراکز مهم تجاری تبدیل شدند، و کالاهایی مانند غلات، پارچه و فلزات در مسافت‌های طولانی جابه جا می‌شدند. ضرب سکه که در دوره‌های قبلی آغاز شده بود، در این دوره به شکوفایی رسید و تجارت را آسانتر کرد.

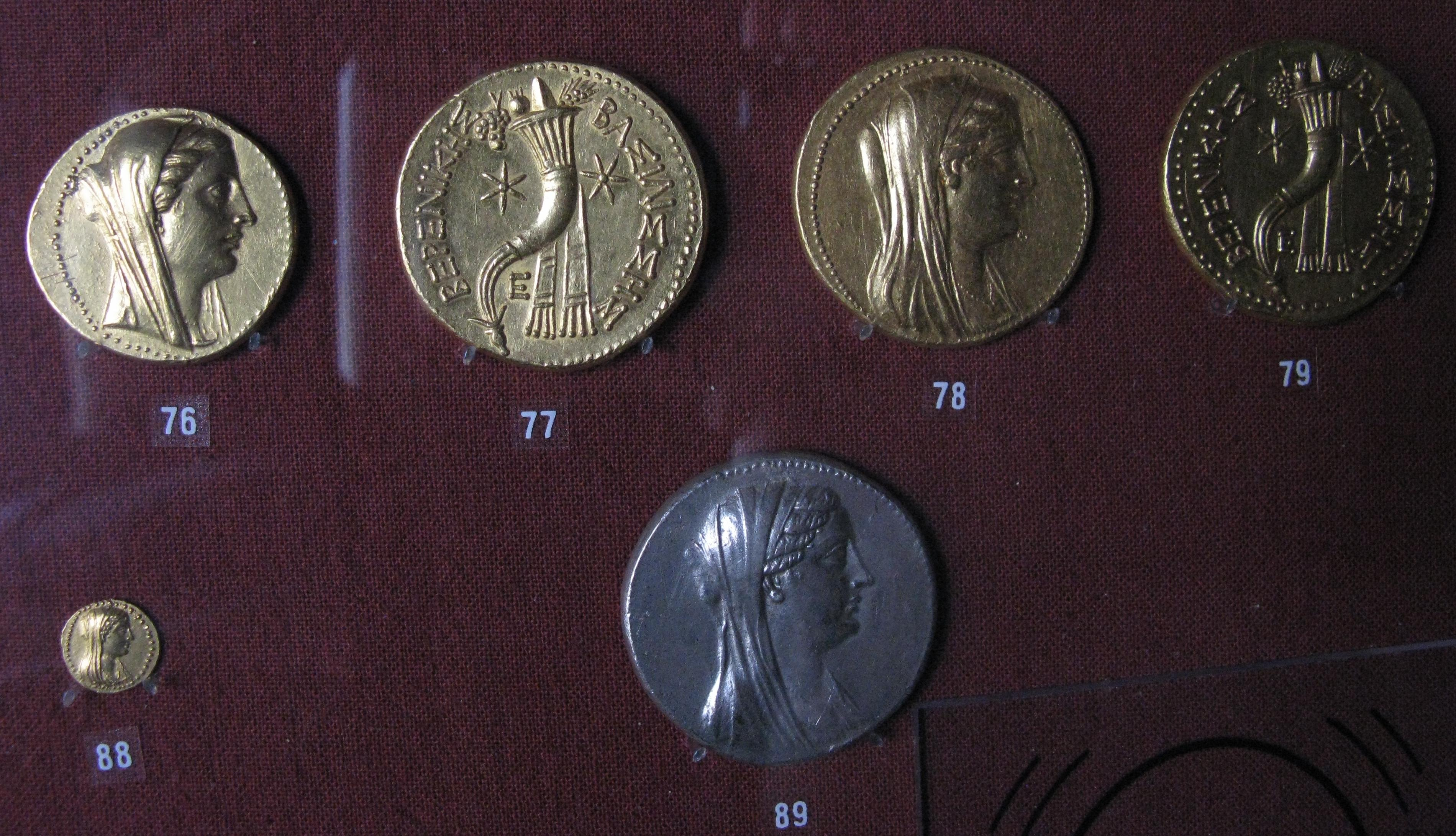
سکه‌هایی که به افتخار سلطنت پتُلِمایُس سوم ضرب شدند

تأثیرات دوره یونانی‌مآبی بسیار گسترده و پایدار بود. بسیاری از دستاوردهای فرهنگی و علمی این دوره به جهان روم منتقل شد، و از آنجا به تمدن غربی راه یافت. در شرق نیز این تأثیرات در امپراتوری‌های بعدی مانند اشکانیان و ساسانیان دیده می‌شود. به این ترتیب می‌توان گفت که دوره یونانی‌مآبی پلی بود بین تمدن‌های باستانی و جهان متأخرتر.

## تغییرات در یونان متأثر از دیگر تمدن‌ها[نیازمند منبع]
در دوره یونانی‌مَآبی، یونان تحت تأثیر فرهنگی و سیاسی مصر و پادشاهی‌های اشکانی و سِلوکی قرار گرفت. این تأثیرات باعث تغییرات فرهنگی در یونان شد که عبارتند از:
1. تغییر در فرهنگ و هنر: هنرمندان یونانی در این دوره به سمت هنرهای مصری و شرقی روی می‌آوردند و از عناصر جدید در آثار خود استفاده می‌کردند، در این دوره، فرهنگ‌های یونانی، مصری، مسیحی، رومی و شرقی با هم ترکیب شدند و در نتیجه فرهنگی کاملاً جدید شکل گرفت.
2. تغییر در فلسفه: فلسفه یونانی‌مَآبانه بر اساس افکار آرِستُتِلِس، پلاتُون و نظریات جدید به وجود آمد.
3. تغییر در ساختار اجتماعی: پادشاهان یونانی‌مَآب باعث تغییر در ساختار اجتماعی شدند و با تأسیس شهرهای جدید، جامعه‌های جدید به وجود آوردند.
4. تغییر در زبان: زبان یونانی در این دوره به عنوان زبان رسمی مصر و شرقی شد و به‌طور گسترده در امپراتوری‌های یونانی‌مَآب استفاده می‌شد، با گسترش فرهنگ و تمدن یونانی به سراسر جهان، یونانی‌مَآبی به عنوان فرهنگ جهانی شکل گرفت و تأثیرات آن در ادبیات، هنر، معماری و سایر زمینه‌های فرهنگی جهان گسترش یافت.
5. تغییر در مذهب: با تأسیس مذهب‌های جدید مانند مذهب سریانی، مذهب مصری، و مذهب زرتشتی، تغییرات بزرگی در مذهب یونان به وجود آمد. در این دوره، مسیحیت به شکلی نسبتاً پررنگ در اروپا و سایر مناطق جهان گسترش یافت. به این ترتیب، تأثیرات مسیحیت بر فرهنگ و تمدن یونانی‌مَآبی نیز قابل رویت است.
6. توسعه شهرنشینی: در دوره یونانی‌مَآبی، شهرهای بزرگی مانند الکساندریه و آنتیوکیه ساخته شدند. این شهرها با زیرساخت‌های پیشرفته، بناهای بزرگ و کتابخانه‌های قابل توجهی که در آن‌ها وجود داشت، به عنوان مراکز فرهنگی و تمدنی شناخته می‌شدند.

## تغییرات مذهبی
یکی از تغییرات مذهبی بزرگ در دوره یونانی‌مَآبی، پخش فرهنگ یونانی‌ بود. با پخش این فرهنگ به سایر نواحی، این فرهنگ با دیگر فرهنگ‌های محلی ترکیب شد، و نوعی از هم‌زیستی فرهنگی به‌وجود آمد. این هم‌زیستی فرهنگی، به‌طور خاص در میان جوامع یهودی و مسیحی نیز مشهود بود، و در مواردی با ترکیب عناصر فرهنگی یونانی، یهودی و شرقی، به یکی از عوامل ایجاد ادیان جدیدی مانند مسیحیت و اسلام شد.
همچنین در این دوره، ادیان پیشین نیز درگیر تحولاتی شدند. به عنوان مثال، در دوره یونانی‌مَآبی، پس از گذر سال‌ها، یهودیانی که دیگر عمدتاً به زبان یونانی سخن می‌گفتند، و دیگر با زبان عبری آشنایی نداشتند، به‌جایی رسیدند که تُورا و بعضی دیگر از کتب مقدس یهودی را از عبری به یونانی ترجمه کردند. از آنجا که گفته می‌شود حدوداً هفتادنفر دست‌اندرکار ترجمه این آثار دینی بودند، عنوان این ترجمه را هفتادگانی نهادند.

## تأثیر فرهنگ یهودی بر فرهنگ محلی
در دوره یونانی‌مَآبی، تأثیر فرهنگ یهودی بر فرهنگ محلی در بسیاری از مناطق جهان به چشم می‌خورد. یهودیان در این دوره به دلیل تبعیضات نژادی و مذهبی که در این دوره وجود داشت، به سایر نواحی جهان پناه برده بودند. این مهاجرت‌ها منجر به پخش فرهنگ یهودی شد که در بسیاری از نواحی جهان، به واسطه ترکیب با فرهنگ محلی، باعث شکل‌گیری فرهنگ‌های جدید شد.
یکی از نمونه‌های این تأثیرات، تأثیر فرهنگ یهودی بر فرهنگ یونانی در سرزمین‌های خودروی یهودی بود. در این مناطق، یهودیان به عنوان یکی از اقلیت‌هایی که تحت حمایت پادشاهان یونانی قرار داشتند، زندگی می‌کردند.
این تعامل میان فرهنگ یهودی و یونانی، به واسطه ترکیب با هم، منجر به شکل‌گیری فرهنگ یونانی‌مَآب–یهودی شد که شامل عناصر فرهنگی یونانی، یهودی و شرقی بود. این فرهنگ، در نهایت به عنوان یکی از مهم‌ترین فرهنگ‌های تأثیرگذار در تاریخ یهودیان شناخته می‌شود.
یکی دیگر از نمونه‌های تأثیر فرهنگ یهودی در دوره یونانی‌مَآبی، تأثیر آن بر فرهنگ مصری‌ست. در این دوره، یهودیان به عنوان یکی از اقلیت‌هایی که در مصر زندگی می‌کردند، به تدریج با فرهنگ محلی درگیر شدند. این تعامل، در نهایت منجر به شکل‌گیری فرهنگ یهودی-مصری شد که عناصری از فرهنگ یهودی و مصری را ترکیب کرده بود. این فرهنگ، بر روی مذهب یهودی تأثیرات عمیقی داشت و به عنوان یکی از مهم‌ترین فرهنگ‌های تأثیرگذار در تاریخ یهودیان شناخته می‌شود.
در کل، تأثیر فرهنگ یهودی در دوره یونانی‌مَآبی بسیار گسترده و پویا بود و در بسیاری از نواحی جهان، به واسطه ترکیب با فرهنگ‌های محلی، منجر به شکل‌گیری فرهنگ‌های جدید شد. این تأثیرات در علوم، هنر، معماری، مذهب و سیاست قابل مشاهده بود و به‌طور کلی، منجر به تحولات چشمگیری در فرهنگ جهانی شد.

## تأثیر بر فرهنگ ایرانی
تأثیر فرهنگ یهودی در دوره یونانی‌مَآبی بر فرهنگ ایرانی نیز مشاهده شده‌است. در این دوران، یهودیان در بخش‌هایی از ایران زندگی می‌کردند و تعاملات فرهنگی با مردم محلی داشتند. 
در این دوره، یهودیان به عنوان یکی از اقلیت‌های مذهبی در ایران زندگی می‌کردند و با مذهب زرتشتی درگیر شده بودند. این تعاملات، به واسطه ترکیب با یکدیگر، منجر به شکل‌گیری فرهنگ یهودی-ایرانی شد که عناصری از فرهنگ یهودی و زرتشتی را ترکیب کرده بود.
همچنین، یهودیان در این دوره به عنوان یکی از اقلیت‌هایی که در ایران زندگی می‌کردند، به تدریج با فرهنگ محلی درگیر شدند و به ترکیب با آن پرداختند. این تعامل، در نهایت به شکل‌گیری فرهنگ یهودی-ایرانی که شامل عناصری از فرهنگ یهودی و فرهنگ ایرانی بود، منجر شد.

## پایان دوره
پایان دوره یونانی‌مَآبی با ورود رومی‌ها به صحنه تاریخی آغاز می‌شود. در سال ۱۴۶ پیش از میلاد، رومی‌ها پس از تصرف تودهٔ یونان، به تصرف پایتخت یعنی آتن، رسیدند و این به معنای شروعی بر پایان این دوره بود. با تصرف رومی‌ها، فرهنگ رومی به همراه خود به مناطق فراوانی از جهان گسترش یافت و فرهنگ یونانی‌مَآبی نیز تحت تأثیر آن قرار گرفت.
دوره یونانی‌مَآبی در نهایت در حدود سال ۳۰ ق.م با فتح آخرین حکومت یونانی‌مَآب توسط روم، یعنی امپراتوری بطلمیوسی به پایان رسید. بااینحال پایان این دوره برای حکومت‌های آسیایی یونانی‌مَآب را می‌توان حدود ۱۰ ق.م دانست، هنگامی که آخرین پادشاهی هندویونانی، توسط هندوسَکاها فتح شد.

## پی‌نوشت و منابع
1. ↑  «Hellenistic period». واژه‌های مصوب. دریافت‌شده در ۱۵ خرداد ۱۴۰۴.
2. ↑  «Static stability». واژه‌های مصوب. دریافت‌شده در ۱۸ خرداد ۱۴۰۴.
3. ↑  نام‌های دو دانشمند معروف مذکور، همان اُقلیدُس و اَرَشمیدُس هستند، که اینجا به شکل تلفظ اصلی خود در زبان یونانیِ آن دوران نوشته شده‌اند. علت اهتمام به این امر آن است که فرهنگستان زبان و ادب فارسی در کتاب دستور خط فارسی که ویراست جدید آنرا اولین‌بار توسط نشر آثار در سال ۱۴۰۱ شمسی چاپ کرده، یادآور شده که نگارش کلماتی از این قبیل که تلفظ اصلی آنها نامشخص است، باید به شکل زبان اصلی، و با علائم صوتی کامل باشد. طبق این اصل اساسی، کلیه نام‌های اشخاص و اماکن و آثارِ به‌خصوص، به زبان اصلی خود و با علائم صوتی کامل نوشته شده‌اند.
4. ↑  Encyclopedia Britannica. (n.d.). Hellenistic Age. In Encyclopedia Britannica. Retrieved May 20, 2023, from https://www.britannica.com/event/Hellenistic-Age
5. ↑  History.com Editors. (2019, November 18). Hellenistic Greece. In HISTORY. Retrieved May 20, 2023, from https://www.history.com/topics/ancient-greece/hellenistic-greece
6. ↑  Mark, J. J. (2021, March 16). Hellenistic Period. In Ancient History Encyclopedia. Retrieved May 20, 2023, from https://www.ancient.eu/hellenistic-period/%5Bپیوند+مرده%5D
7. ↑  Grabbe, L. L. (2010). Judaism from Cyrus to Hadrian. Fortress Press.
8. ↑  Schiffman, L. H. (2011). From Text to Tradition: A History of Second Temple and Rabbinic Judaism. KTAV Publishing House, Inc.
9. ↑  Stern, S. J. (1992). Jewish Identity in Early Rabbinic Writings. Brill.
10. ↑  Tafazzoli, A. (2017). Iranian Jewish Presence: Dynamics of a Minority's Culture, History, and Community. In The Jews of Iran (pp. 19-35). Brill.
11. ↑  Zargari, A. (2014). Iranian Jews and TheirCultural Interactions in the Hellenistic World. Journal of Persianate Studies, 7(2), 210-229. doi: 10.1163/18747167-12341267
12. ↑  Walbank, F. W. (1993). The Hellenistic World (Rev. ed.). Harvard University Press.
13. ↑  Simonin, Antoine. "Hellenistic Period." World History Encyclopedia. Last modified April 28, 2011. https://www.worldhistory.org/Hellenistic_Period/.

## کتابشناسی
- Alexander The Great and the Hellenistic Age. Green P. ISBN 978-0-7538-2413-9